# École départementale d'architecture de Volvic
 (février 2011).
Si vous disposez d'ouvrages ou d'articles de référence ou si vous connaissez des sites web de qualité traitant du thème abordé ici, merci de compléter l'article en donnant les références utiles à sa vérifiabilité et en les liant à la section « Notes et références ».
L'École départementale d'architecture de Volvic (EDAV) a été créée en 1820 par le comte Gilbert Joseph Gaspard Chabrol-Volvic (1773-1843). 
Elle a enseigné, en formation initiale et en formation continue, les différents métiers liés au travail de la lave : tailleur de pierre, graveur sur pierre, sculpteur sur pierre et émailleur sur lave. C'est le seul endroit de France où existe une formation au métier d'émailleur sur lave, sanctionnée par une certification homologuée (RNCP).
En 2009, l'EDAV est devenue  l’IMAPEC (Institut des Métiers d’Arts de la Pierre et de la Construction), géré par l'association Traces de pierre.
La vocation première de cet établissement - l'enseignement dans les métiers de la pierre - reste la volonté de l'association Traces de pierre.
L'édifice est classé au titre des monuments historiques en 1908.

## Histoire
La Révolution ayant supprimé la communauté des prêtres de Volvic qui pourvoyait jusqu'alors au financement de l'école locale, le début du XIXe siècle voit l'illettrisme exploser à Volvic, 70% de la population se trouvant concernée sous l'Empire. Propriétaire de carrières de trachy-andésite, le comte de Chabrol-Volvic s'émeut de cette situation, le niveau d'instruction extrêmement faible des carriers et tailleurs de pierre locaux bridant ses projets personnels. Alors que depuis 1816, la loi fait obligation aux communes de l'importance de Volvic de disposer au minimum d'une école de garçons, Chabrol, fort du soutien de la préfecture, obtient du ministère de l'Intérieur une subvention d'équipement de 500 F pour mener à bien un projet d'école de garçons avec enseignement complémentaire du dessin. La ville, qui doit être partie prenante de son financement, n'honore néanmoins pas ses engagements; et à la fin de l'année 1819, si Chabrol a d'ores et déjà recruté un directeur en la personne de M. Roger, ce dernier ne dispose d'aucun local ni matériel pour démarrer les enseignements. La question de son salaire est elle-même en suspens.

### Des débuts chaotiques

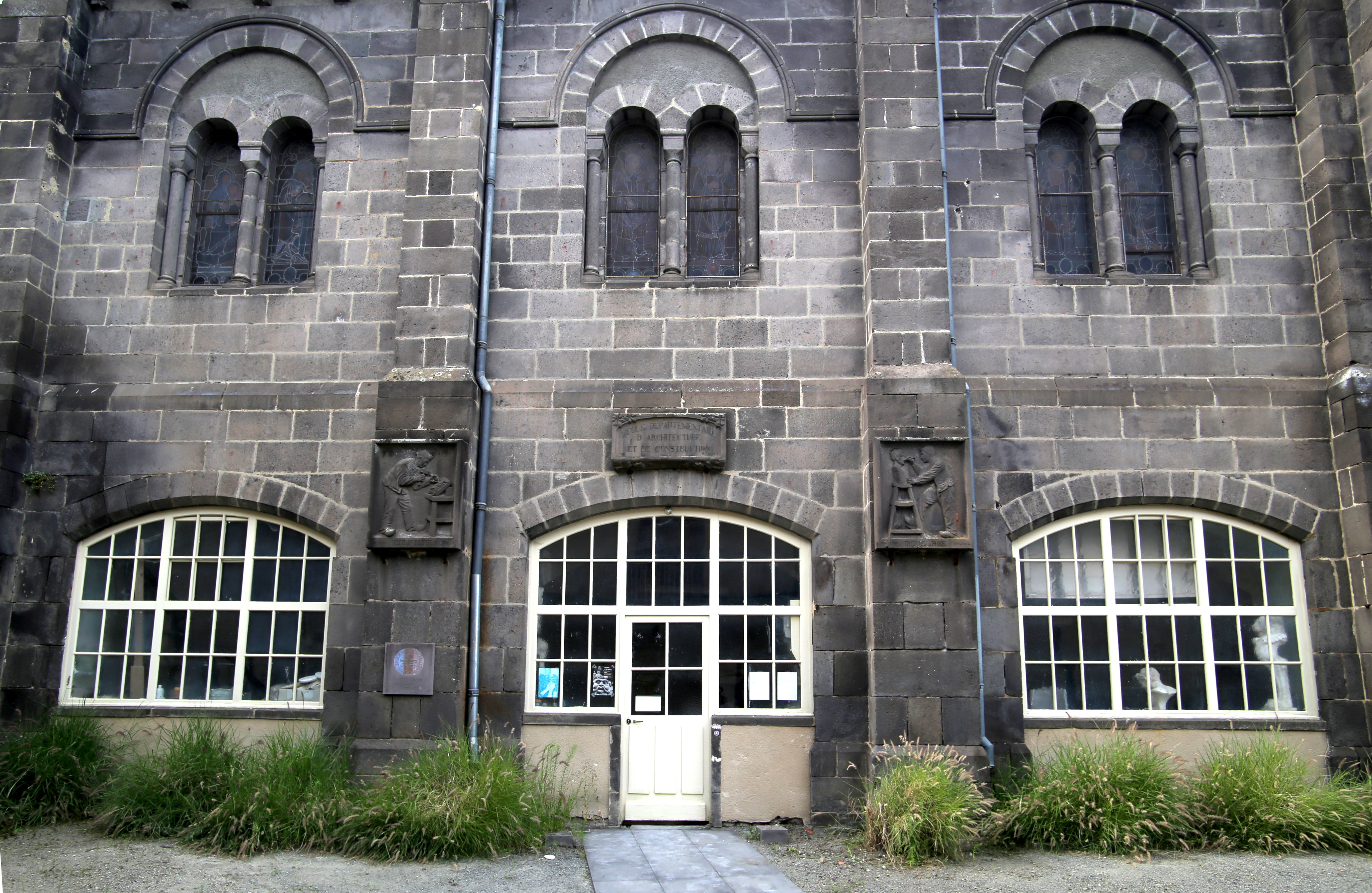
École départementale d'architecture de Volvic, bâtiment intégré à l'Église Saint-Priest de Volvic.

Les locaux du presbytère se trouvant inoccupés depuis le décès du dernier titulaire de la cure en 1817, une salle de classe y est établie au premier étage en 1820, tandis que le niveau supérieur est partagé entre la mairie et le logement du directeur. En fait de presbytère, il s'agissait là précédemment des anciens bâtiments du prieuré clunisien Saint-Priest de Volvic, auquel avait succédé une communauté de prêtres sous l'Ancien Régime, dissoute en 1790. C'est donc dans les bâtiments médiévaux de l'ancien monastère bénédictin que cette nouvelle école s'installe alors pour ne plus jamais les quitter. Dans les faits, si cette école dispose d'un enseignement complémentaire du dessin destiné à la formation des futurs professionnels de la pierre, il ne s'agit là que d'un établissement communal, le seul dont dispose alors la ville de Volvic. Les élus volvicois s'intéressent en effet fort peu aux questions d'instruction publique dont la loi leur fait obligation, s'en tenant à cet égard au minimum légal, ne manquant pas de rappeler lors du Conseil municipal entérinant la nomination de Jean-Baptiste Roger au poste de directeur que celui-ci dirigera l'école prévue par la loi de 1816, et qu'il n'y en aura pas d'autre. Lorsque l'année suivante, 1821, Roger  fait établir des devis pour la création d'une école de filles, le projet est vite écarté. Cette mauvaise volonté des élus volvicois, qui feignent notamment de croire que les 300 francs alloués par Chabrol pour le financement du poste de directeur doivent en constituer le seul traitement (quand il s'agit en réalité d'un complément destiné à financer les cours de dessin que la loi n'impose pas), finit par avoir raison de la patience de ce dernier qui claque la porte en 1829, tandis que Roger présente sa démission. C'est vraisemblablement à Roger, son premier directeur et premier enseignant, que l'on doit la façade actuelle du corps de bâtiment principal de l'IMAPEC.
Un certain Pacros lui succède. Ivrogne patenté, instituteur autoproclamé qui donnait la classe chez lui depuis des années, il est interdit par le Comité riomois pour l'enseignement primaire dans le courant de l'année 1832, et le Préfet lui substitue en décembre un instituteur de Combronde, François Victor Emmanuel Guillaume, fils de l'ancien général de brigade Joseph Guillaume. 
Pacros devra être expulsé pour que Guillaume puisse prendre ses fonctions. Il est alors spécifié que le nouveau venu assumera la direction de l'école communale et de l'école d'architecture. Contrairement à ce que les échevins clament depuis le premier jour, il existerait donc bien deux écoles à Volvic qui n'auraient pourtant toujours qu'un seul local, et un seul directeur et professeur. Cette ambiguïté ne sera jamais totalement levée, à tel point que lorsqu'en 1960 il fut question de supprimer l'Ecole Départementale d'Architecture de Volvic on s'apercevra bien vite qu'elle n'a en fait juridiquement jamais existé.
Devant le manque chronique de moyens alloués à l'école, Guillaume jette à son tour l'éponge en 1840. Il laisse un inventaire qui témoigne de l'extrême dénuement de l'établissement : 9 tables ordinaires, 3 tables de dessin, quelques cartes murales, quelques livres scolaires, des ardoises, de nombreux catéchismes, et quelques modèles en plâtre pour les apprentis dessinateurs, dont un buste de Chabrol initialement destiné à l'exécution d'une fontaine sur la place de l'église voisine. Après bien des péripéties et de longs mois durant lesquels tout enseignement fut suspendu entre 1840 et 1841, c'est un jeune normalien de 22 ans, M. Duranton, précédemment instituteur à Saint-Sandoux, qui succède finalement à Guillaume. Et pour couper court à toute discussion à l'avenir, le département prendra désormais à sa charge le financement des cours de dessin.

### L'école des frères

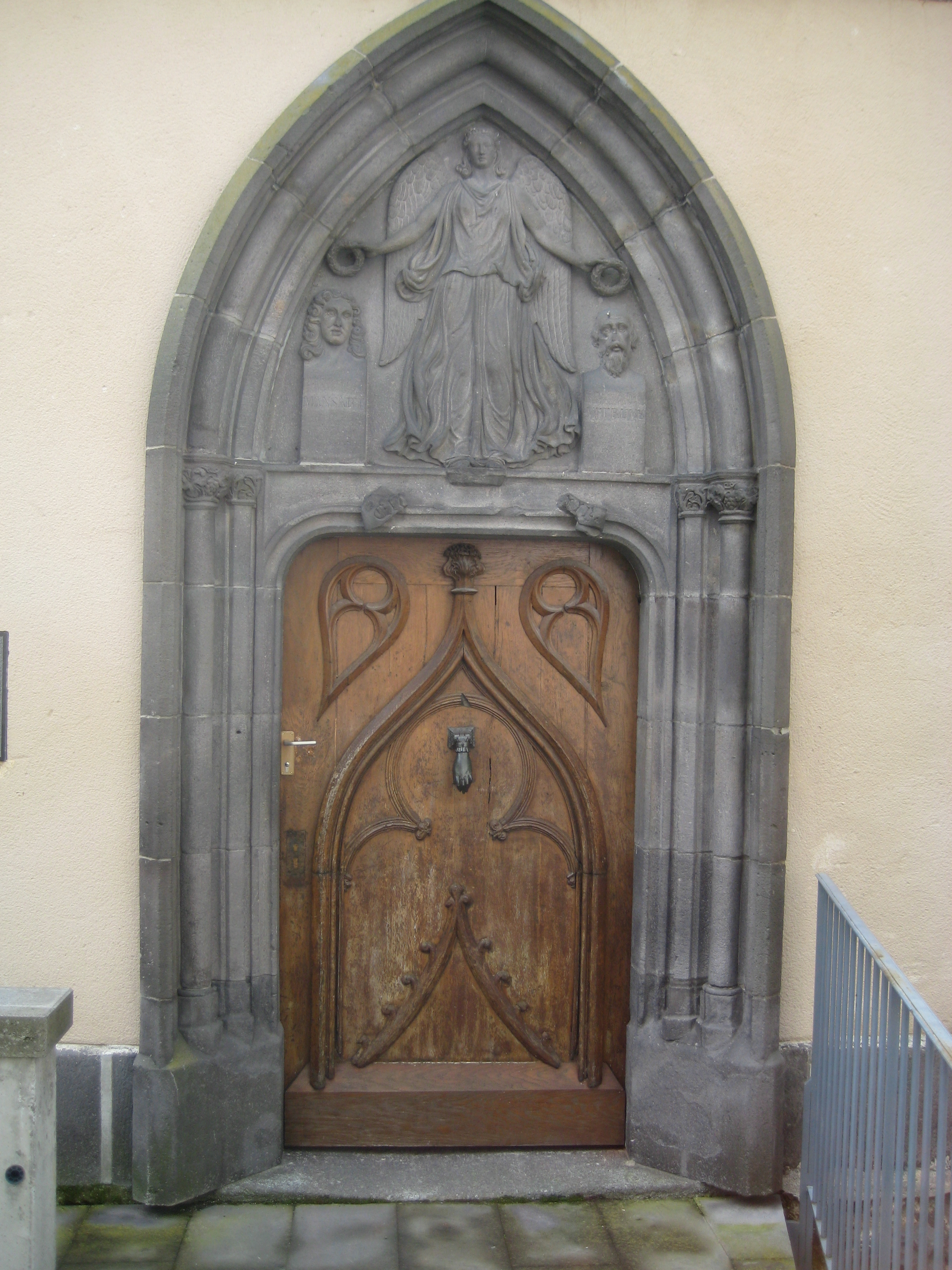
Porte en bois avec encadrement en pierre de volvic.

#### Les Frères de la Croix (1850-1855)
Lassé à son tour par le manque de moyens, Duranton demande sa mutation en 1849. La municipalité refuse alors le remplaçant proposé par le Recteur pour suivre la proposition du curé Berger et de la veuve Chabrol de confier la gestion de l'école aux Frères de la Croix. Ces derniers se proposent en effet de tenir une école gratuite avec trois religieux sous la houlette du frère Fenouillet, et pour laquelle la commune n'aurait aucun débours, Mme Chabrol offrant de la financer à hauteur de 400 F par an. Le Dr Chappus, maire éphémère de la commune en 1848, a beau protester, le Conseil municipal accepte, et l'école connaît alors certaines de ses années les plus sombres. La gratuité n'aura jamais de réalité, le percepteur continuant de prélever les frais de scolarité, mais surtout le niveau des enseignements s'effondre totalement du fait de la notoire ignorance de frère Fenouillet. La situation est telle que dès 1852 le Conseil municipal réclame le départ des Frères de la Croix et leur remplacement par trois frères de la Doctrine Chrétienne. Le curé Berger lui-même offre 500 F à cette fin.   

#### Les Frères de la Doctrine Chrétienne (1855-1880)
Les nouveaux responsables ne prennent possession des lieux qu'en 1855, mais leur arrivée préparée méthodiquement permet à l'école de relever quelque peu la tête. Les trois nouveaux enseignants sont des hommes jeunes et dynamiques, et leur venue est épaulée par le Conseil général qui porte sa subvention pour le traitement du directeur à la somme de 600 F. La municipalité tente aussitôt de profiter de cette aubaine en supprimant sa propre subvention de 600 F, mais le Préfet la contraint de la rétablir à destination des autres postes d'enseignants.  
Les Frères de la Doctrine Chrétienne héritent d'une situation à tout point de vue catastrophique. Dès 1856, devant l'état de délabrement des bâtiments et leur indigence (il n'y a toujours qu'une seule salle de classe pour deux écoles) ils obtiennent le soutien de l'Inspecteur d'académie pour exiger la rénovation complète des lieux. Le Préfet fait droit à leur demande et débloque 3300 F. Les façades sont réhabilitées, le premier étage divisé en trois salles de classe, le deuxième étage doit en accueillir une quatrième ainsi que le musée et un nouveau logement pour le directeur au-dessus duquel sera aménagé un logement pour les frères. Malheureusement, malgré cette reprise en main et le volontarisme dont semblent faire preuve les nouveaux religieux, le niveau de l'enseignement dispensé n'est toujours pas satisfaisant. La Vierge de la Garde en est à Volvic-même une édifiante illustration. Le projet s'inscrit dans un phénomène de mode qui voit plusieurs communes auvergnates, à l'image de Veyre-Monton ou du Puy-en-Velay, se parer d'une statue monumentale de Marie protégeant la cité. L'importance du monument, haut de 5,50 m, montre bien l'ambition qui a présidé à sa réalisation sous la houlette du frère Gamaliel en 1863. Mais la qualité plus que médiocre de l'oeuvre, dont les proportions fantaisistes et le dessin grossier ruinent le résultat final, montre les limites d'une ambition que ne vient pas épauler un bagage culturel et technique suffisant. Devant ce constat, le Conseil municipal se résout à demander la départementalisation de l'école en 1870. La demande demeurera lettre morte, mais réagissant sans doute à l'attitude désormais hostile du Conseil, les frères obtiennent du supérieur de leur congrégation la nomination à la tête des enseignements spécialisés de Frère Arthème Claude qui, de l'avis de Pierre Estienne, a peut-être été plus encore que Jean-Baptiste Roger le fondateur d'un enseignement moderne à l'EDAV, jetant les bases de la pédagogie de l'école qu'il nomme lui-même "Ecole Pratique de Construction". Sous sa direction, les effectifs, qui avaient dramatiquement chuté, augmentent d'ailleurs de manière tout à fait significative. Mais il est déjà trop tard pour les religieux.Tandis que la laïcisation gagne partout du terrain, les événements se précipitent. À compter de 1876, et notamment à l'instigation du Dr Chappus, toujours membre du Conseil municipal, la commune comble à grande vitesse son retard dans le domaine de l'enseignement lui-même, de son ouverture aux deux sexes, et de sa laïcisation, poussant la congrégation des Frères de la Doctrine Chrétienne vers la sortie. Elle quitte définitivement l'école en 1880.

### L'école laïque et indépendante
Deux ans avant le départ définitif des Frères, les deux écoles se sont enfin séparées, au moins sur le papier. Si elles continuent de partager les mêmes locaux, en 1878 la ville a repris l'école d'architecture aux religieux pour la confier à un instituteur laïc. Parallèlement, les locaux s'agrandissent un peu. En partie reconstruite par l'architecte Aymon Mallay, l'église Saint-Priest, dont le volume domine la cour de l'établissement, voit désormais son soubassement accueillir deux salles mitoyennes. L'une devient une salle d'agrès à l'usage de l'école communale, tandis que l'autre devient une salle de dessin pour l'école d'architecture. Mais à la vérité il s'agit là de l'unique salle dont l'école d'architecture peut disposer à plein temps. Dans les autres s'entassent les quelque 130 élèves de la communale. Un nouvel agrandissement des locaux existants s'avérant impossible, la ville, sous la férule du Dr Miomandre, son nouveau maire, vote des crédits pour la construction d'une ou deux nouvelles écoles, et se met en quête d'un terrain... pendant 20 ans.
En 1880, alors que les frères plient définitivement bagage, deux directeurs distincts sont nommés, un pour chaque école. Le poste de direction de l'école d'architecture échoit à M. Ponchon, précédemment directeur de l'école laïque de Thiers et professeur à l'école de dessin de cette même ville. En butte au manque de moyens chronique dont souffre toujours terriblement l'école, Ponchon n'aura de cesse de se battre sur tous les fronts, recherchant des fonds, recrutant des enseignants, améliorant l'approche pédagogique mise en place par Frère Arthème. Son départ en 1885 précipite une nouvelle fois l'école dans des tourments. Le poste de direction est en effet confié à M. Cante, préalablement directeur du cours complémentaire de la ville voisine de Riom, qui s'avère aussi inconséquent qu'incompétent, plongeant l'école dans un état d'anarchie effroyable, comme en témoigne notamment l'inspection de 1894 réalisée par le Sous-préfet en personne, saisi de nombreuses plaintes. Prétextant qu'il n'est pas logé, le directeur ne réside pas sur place et n'effectue que des visites épisodiques. Le professeur de stéréotomie, Jean Legay-Chevalier, alors le plus grand entrepreneur de la ville, a transformé sa classe en bureau de correspondance de son entreprise, et le sculpteur clermontois Henri Gourgouillon, professeur de dessin et de modelage, se contente d'ouvrir sa salle aux élèves avant de partir à la chasse. Pressé de démissionner, Cante quitte l'école. Legay-Chevalier s'éclipse lui aussi, tandis que Gourgouillon se contente de se faire porter pâle durant deux mois.

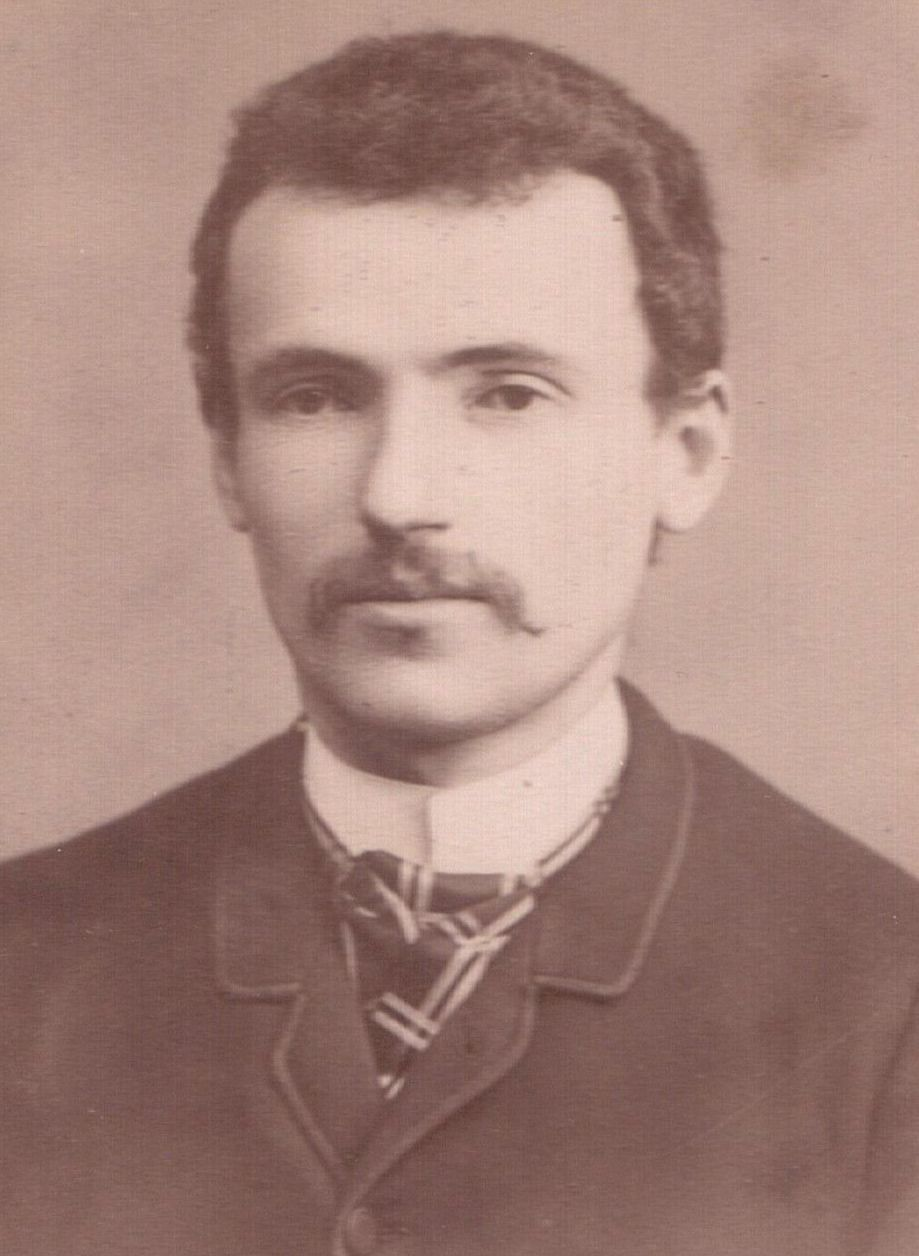
Joseph Berthelay (1863-1957), circa 1895 (photo A. Gendraud, Clermont-Ferrand), collection particulière.

#### Joseph Berthelay, directeur de l’École Départementale d'Architecture de Volvic (1894-1936)
A la rentrée 1894, les clés de l'école sont remises à un véritable hussard noir de la République en la personne de Joseph Berthelay (1863-1957). Natif de la région d'Ambert, ce normalien de 31 ans connait très bien l'établissement pour y avoir été chargé des enseignements de dessin dès sa sortie de l'école normale de 1882 à 1885, sous la direction de Ponchon. Mais il avait dû s'éloigner de l'EDAV en 1885 pour arracher l'école de Saint-Saturnin à l'enseignement catholique avant de prendre trois ans plus tard la direction de l'école de Saint-Amand-Tallende, puis de prendre en charge le Cours Complémentaire de Bourg-Lastic en 1891. 
Joseph Berthelay effectue une véritable reprise en main de l'établissement et remet l'école en ordre de marche. Assurant lui-même les 20 heures d'enseignements théoriques, il recrée le poste de professeur de dessin qu'il avait lui-même occupé jadis et qui avait été dans l'intervalle divisé entre plusieurs vacataires; il rétablit la Commission de surveillance, et obtient de la direction des Beaux Arts que soit procédé à une inspection annuelle. Sachant s'entourer, c'est au Café Glacier de Riom, le 28 septembre 1905, qu'il recrute Eugène Dezandes pour occuper le poste de professeur de dessin et de modelage. Artiste de talent, M. Dezandes deviendra l'une des figures emblématiques de l'école dans le premier quart du XXe siècle. 
Les effets de cette politique ne tardent pas à se faire sentir, et les effectifs de l'école se remettent à augmenter de façon régulière pour atteindre une quarantaine d'élèves, dont la moitié suivent l'ensemble des cours théoriques. Mais le Directeur doit se battre quotidiennement sur tous les fronts pour obtenir du matériel, des crédits et des locaux. À titre d'exemple, le simple remplacement de l'éclairage à pétrole de la salle de dessin, extrêmement dangereux, par un éclairage à acétylène quelque temps après sa prise de fonction demandera plusieurs années de palabres, de courriers et d'investissement personnel pour qu'enfin l'administration fasse droit à ses arguments; au détriment, dans l'intervalle, du confort, et surtout de la sécurité des élèves. Lorsqu'en 1901 l'ouverture de la nouvelle école communale libère enfin l'ensemble des locaux de l'ancien prieuré bénédictin, Joseph Berthelay devra ainsi se battre pour ne parvenir finalement à récupérer qu'une partie de ceux-ci au profit de l'école d'architecture. Qu'importe, l'EDAV est désormais largement reconnue. Dès 1885 elle participe à de grandes expositions régionales et nationales (Clermont-Ferrand 1885, Exposition Universelle de Paris 1889) au cours desquelles les travaux de ses élèves sont remarqués. Ces participations prennent une nouvelle ampleur sous la direction de M. Berthelay, avec d'abord l'exposition scolaire des Beaux Arts de Clermont en 1895 où l'EDAV reçoit une médaille d'or, puis à l'Exposition Universelle de Paris 1900 d'où elle revient nantie d'une mention honorable, tandis qu'à l'exposition des Beaux Arts de Clermont, en 1910, elle se voit décerner un diplôme d'honneur. 
La guerre interrompt pour un temps la liste des récompenses. Eugène Dezandes est mobilisé, privant l'école de son professeur de dessin qu'elle retrouve par bonheur sain et sauf à l'issue du conflit. La Première Guerre mondiale est l'occasion pour l'EDAV de faire travailler à ses élèves le thème du monument aux morts, complémentaire de celui du monument funéraire, l'une des plus anciennes spécialités de l'industrie locale de la pierre, et ce depuis le XIIIe siècle. Ce travail de création et de recherche fourni par l'EDAV est d'une grande aide pour les industriels locaux qui le reprennent à leur compte, luttant ainsi beaucoup plus efficacement sur ce marché du monument commémoratif, inondé de produits standards, statues de "poilus" métalliques moulées et produites à la chaîne.
Dans l'entre-deux-guerres, l'EDAV reprend ses participations aux grandes expositions. En 1924 elle concourt ainsi à l'occasion de la première l'Exposition Départementale du Travail (ancêtre du concours de Meilleur Ouvrier de France), et connait la consécration lorsqu'elle prend part à l'Exposition Internationale des Arts Décoratifs et Industriels de Paris 1925, recevant à cette occasion une médaille d'or, et ses élèves quatre médailles d'argent. L'EDAV est alors l'unique représentante de la région Auvergne, sauvant cette dernière de l'humiliation que lui aurait infligée son absence. Joseph Berthelay est d'ailleurs récompensé au titre de cette participation par le grade de Chevalier dans l'ordre de la Légion d'Honneur; décoration qui lui est remise par le Dr Moity, maire de Volvic, dont Joseph Berthelay est aussi le premier adjoint, le 6 juillet 1926. 
L'année 1925 représente sans doute l'apogée de l'établissement qui voit lui échoir une partie de la taxe d'apprentissage due par les industriels. Cette petite respiration financière permet le recrutement d'un contremaître d'appareillage en la personne de Marc Fontanel qui devient vite un des piliers de l'institution. Malheureusement dès 1926 le départ d'Eugène Dezandes, qui prend la direction de l'École des Beaux-Arts de_Clermont-Ferrand, oblige à recourir à des vacataires pour pourvoir à son remplacement. La situation de l'école demeure précaire, et la crise économique des années trente la frappe de plein fouet, son budget ayant le plus grand mal à suivre l'inflation galopante, et le nombre de ses élèves diminuant à vue d’œil. Tant et si bien que lorsque Joseph Berthelay fait valoir ses droits à la retraite, à la fin de l'année scolaire 1936, l'EDAV, dont il reste le directeur honoraire, n'est plus soutenue que par le seul dévouement de ses enseignants qui ne perçoivent en échange qu'un maigre salaire.

#### Des Beaux Arts à l'enseignement technique (1937- )
Le départ de Joseph Berthelay coïncide avec le changement de tutelle de l'école qui passe du ministère des Beaux Arts à celui de l'enseignement technique en 1937. L'effectif qui remontait sensiblement à la veille du second conflit mondial n'excède pas la quinzaine au sortir de celui-ci. Il double néanmoins très vite pour dépasser la trentaine à l'aube des années 50; alors même que les débouchés s'évanouissent. La création d'un C.A.P. de tailleur de pierre en 1950 consolide le rôle de conservation des savoir-faire attaché à l'EDAV, mais l'industrie de la pierre en déclin n'embauche plus, et l'école ne forme plus bien vite que quelques professionnels, ne devant sa survie une fois de plus qu'au dévouement de ses enseignants, tels Marc Fontanel, Fernand Auteroche ou Alfred Veychard.
En 1972, elle adopte une structure associative, devenant Centre Départemental des Arts et Traditions des Métiers de la Pierre. Si elle conserve son activité de formation aux métiers de la pierre, celle-ci est réduite à un cours hebdomadaire, elle s'ouvre aux métiers d'art, dispensant des formations et des stages dans des domaines variés. Les années 80 la voient renouer avec les formations qualifiantes à temps plein dans le domaine de la pierre à la faveur de l'augmentation des crédits de la formation.
En 2009, l'EDAV (Ecole Départementale d'Architecture de Volvic) devient l'IMAPEC (Institut des Métiers d'Art de la Pierre et de la Construction) sous l'égide de l'association Traces de Pierre.